# Kalifornijsko državno sveučilište u San Bernardinu
Kalifornijsko državno sveučilište u San Bernardinu (eng. California State University, San Bernardino) je javno sveučilište koje je dio lanca kalifornijskih državnih (javnih) sveučilišta (eng. California State University). Sveučilište je osnovano 1965. godine, a pohađa ga oko 18.000 studenta. Geslo sveučilišta je Dođi kod nas, idi gdje god želiš (Come Here, Go Anywhere).

## Vanjske poveznice
- California State University